# おおすみ型輸送艦 (2代)
おおすみ型輸送艦（おおすみがたゆそうかん、英語: Ōsumi-class tank landing ship）は、海上自衛隊が運用する輸送艦の艦級。英語呼称と艦種記号では戦車揚陸艦（LST）とされているが、同様の艦船は、他国海軍においてはドック型輸送揚陸艦（LPD）などに分類されている。おおすみ型1隻の建造費は272億円前後とされる。
艦内後部のウェルドックには2隻の輸送用ホバークラフトを搭載しており、大きな船体と見通しの良い全通飛行甲板のおかげでヘリコプターの発着も容易であることから、従来の輸送艦よりも輸送・揚陸能力が向上した。陸上自衛隊の部隊であれば330名の1個普通科中隊戦闘群と装備品、また民間人輸送時には約1,000名の乗艦が可能とされるほか、優れた医療機能も備えている。

## 来歴
海上自衛隊の輸送・揚陸艦艇部隊は、1955年（昭和30年）、MSA協定に基づいてアメリカ海軍より供与された汎用揚陸艇（LCU）6隻、機動揚陸艇（LCM）29隻によって舟艇隊を設置したことを端緒とする。続いて1961年（昭和36年）には、やはりMSA協定に基づき、アメリカ海軍のLST-1級戦車揚陸艦3隻の供与を受け、初代おおすみ型揚陸艦（1971年に輸送艦に改称）として、第1輸送隊を編成した。その後、さらに国産の1,500トン型（45LST）3隻を地方隊向けに、2,000トン型（47LST）3隻を第1輸送隊向けに建造・配備して、海上作戦輸送能力を整備してきた。この海上作戦輸送は、海外への侵攻に直結する海上輸送とは区別されており、日本国内に敵が侵攻してきた場合を想定して、敵の支配地域やその近傍に陸上自衛隊などの部隊を輸送するものである。
最初期計画では、1,500トン型（45LST）の代艦として、3,500トン型輸送艦が計画されていた。その後、昭和62年度から平成元年度にかけて、従来のLSTと同様のビーチング方式で、速力16ノット以上、基準排水量5,500トン、ヘリコプターの発着艦機能を保有する輸送艦の要求が計画されたが、これは実現しなかった。また平成2年度計画艦として、基準排水量約9,000トン、速力22ノットで50トン型LCACを2隻搭載する輸送艦も検討されたが、こちらも実現しなかった。
03中防計画では、基準排水量約5,500トン、速力22ノットで25トン型LCACを2隻搭載する輸送艦1隻の建造が検討された。また海上幕僚監部では、平成4年度計画艦として、03中防計画で検討された案とともに、基準排水量5,700トン型で50トン型LCAC 1隻搭載の案が俎上に載せられた。しかし50トン型LCAC 1隻では運用の柔軟性に欠ける一方、25トン型LCACでは90式戦車を搭載できないことが問題になり、4年度計画艦は内局レベルで見送られることになった。そして平成5年度計画では、平成2年度計画で検討されていた艦を原型に、50トン型LCAC 2隻を搭載する8,900トン型輸送艦の建造が概算要求された。上記のように、大型輸送艦の建造計画はこれまで何度も頓挫していたことから、防衛庁担当者は予算要求が難航するものと覚悟していたが、ちょうどこのとき、自衛隊カンボジア派遣に密着取材していた宮嶋茂樹が、台風の中を難渋しながら航行していく輸送艦「おじか」の写真を撮影し、『週刊文春』に掲載されたことで、大蔵省主計局の担当者が輸送艦を大型化する必要を理解するようになり、説得するのに役立ったという。これによって建造されたのが本型である。

## 設計
設計にあたっては、エア・クッション型揚陸艇の運用が前提とされており、艦の寸法の決定要因の一つとなった。速力に関しては、護衛艦とともに行動する必要、有事に協同運用されうる民間フェリーが高速化していること等を考慮して、最大速力22ノットが必要と考えられた。

### 船体
在来型LSTでは、ビーチング用装備であるバウドア/ランプ、底の平たい艦底が外洋航行能力を損なう要因になっていたのに対し、本型では車両・物資等の揚陸をLCAC及び航空機で行うことから、航洋性と機動性発揮のため艦首形状を通常船型に変更し、さらに推進性能を向上するため、海上自衛隊では初めてのバルバス・バウが採用されたことで、速力・安定性等が大幅に改善している。なお船体設計は軍艦構造ではなく一般の商船ベースとされており、艦首の揚錨機も一般舶用品である。

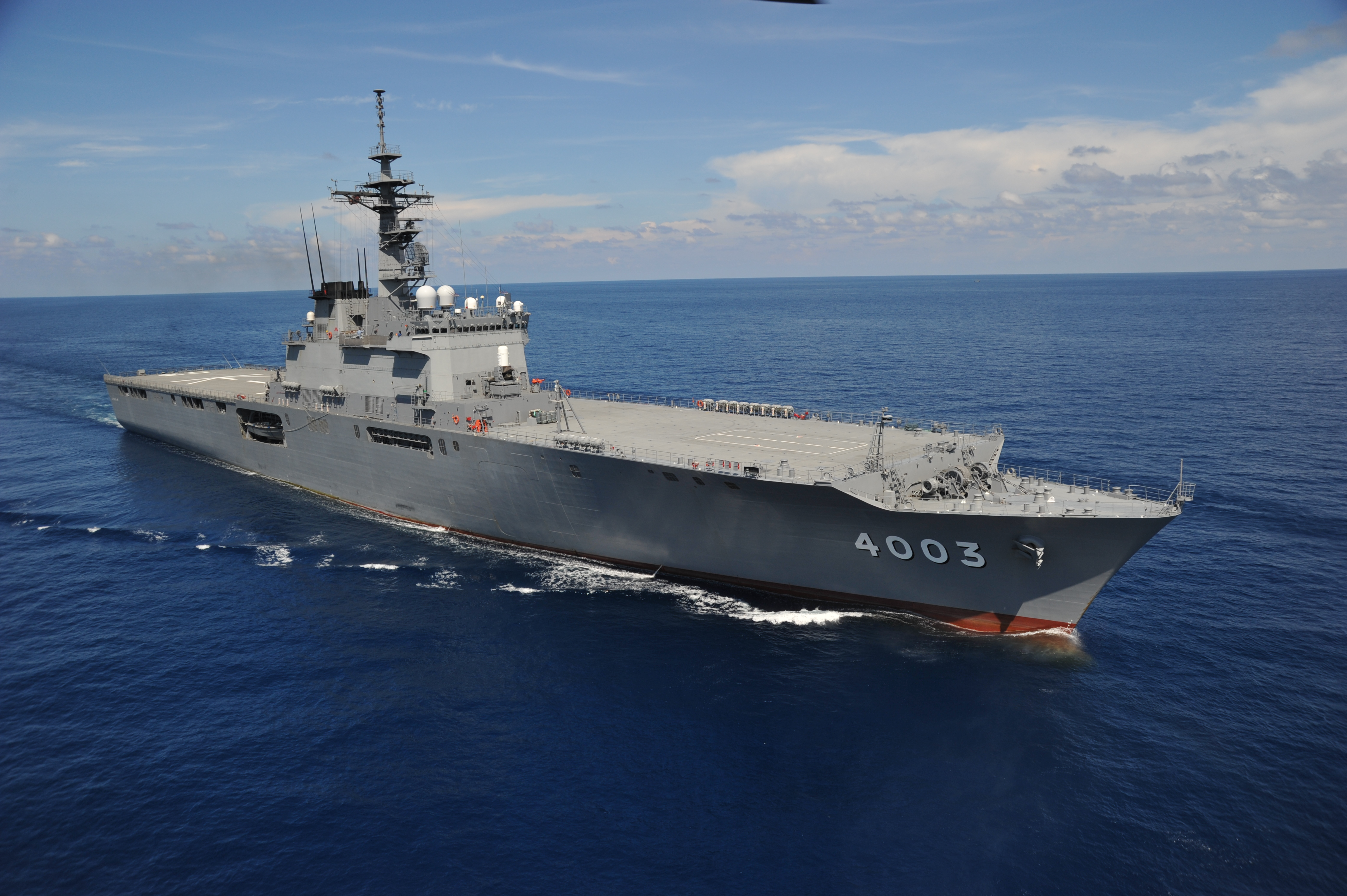

上甲板（第1甲板）は、艦首錨甲板を除いてほぼ全長にわたる全通飛行甲板となっており、艦橋構造物は右舷側に寄せたアイランド型とされている。電波ステルス性を高めるため、艦体、艦橋構造物ともに傾斜をつけ、なるべく凹凸を減らした平面で構成されている。また海上自衛隊として初めて、マストをトラス構造から筒型構造に変更した。
上甲板（第1甲板）のうち、艦橋構造物より後方はヘリコプター甲板、それより前方は車両・資材用の甲板として使用する。ヘリコプター甲板の下、第4甲板後部には長さ60メートル×幅15メートルのウェルドックがあり、ここに搭載された各種舟艇は、艦尾にある下ヒンジ式の扉から直接海上に出入りさせることができる。諸外国の場合、この規模のドック型揚陸艦では船体前部に大型の上部構造物を作り、ここにヘリコプター格納庫を設置する例がほとんどであり、全通飛行甲板にしたことでかえって航空機運用能力を損なっていると批判する意見もあった。
本型の場合、上述の通り陸上自衛隊の輸送ヘリコプターによる揚陸が重視されたことから、飛行甲板長を最大化するとともに、艦上での飛行作業に不慣れな陸上自衛隊のパイロットの安全を確保するため、艦上で「最大の障害物」である艦橋構造物を右側に除けるように配置した結果として、空母に似た全通飛行甲板船型となったものであった。また来るべきDDH後継艦（現在のひゅうが型（16DDH）・いずも型（22DDH））を意識したものともなった。

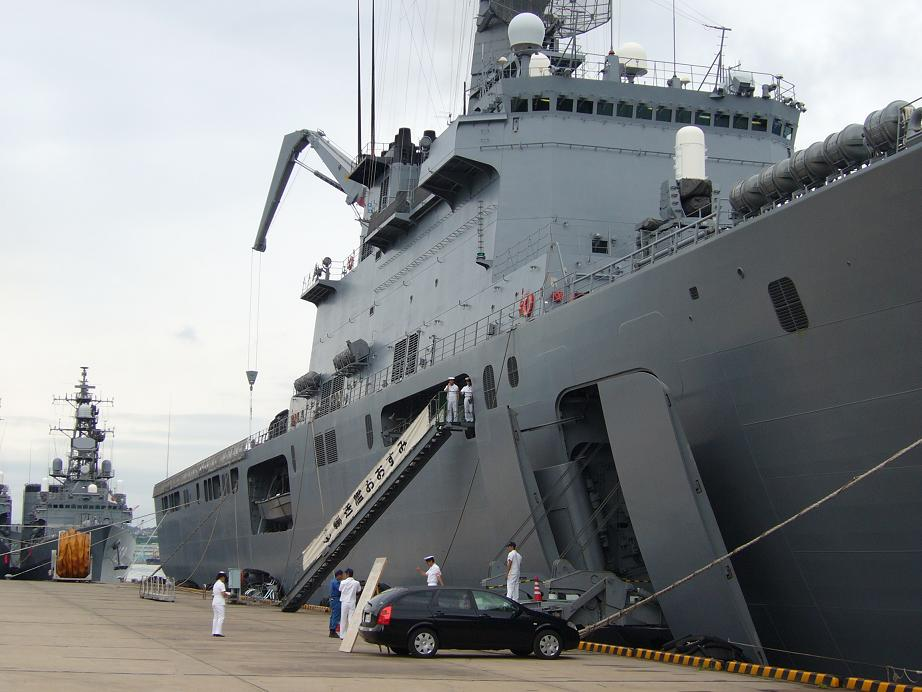
右舷前部のランプドア (展開状態)
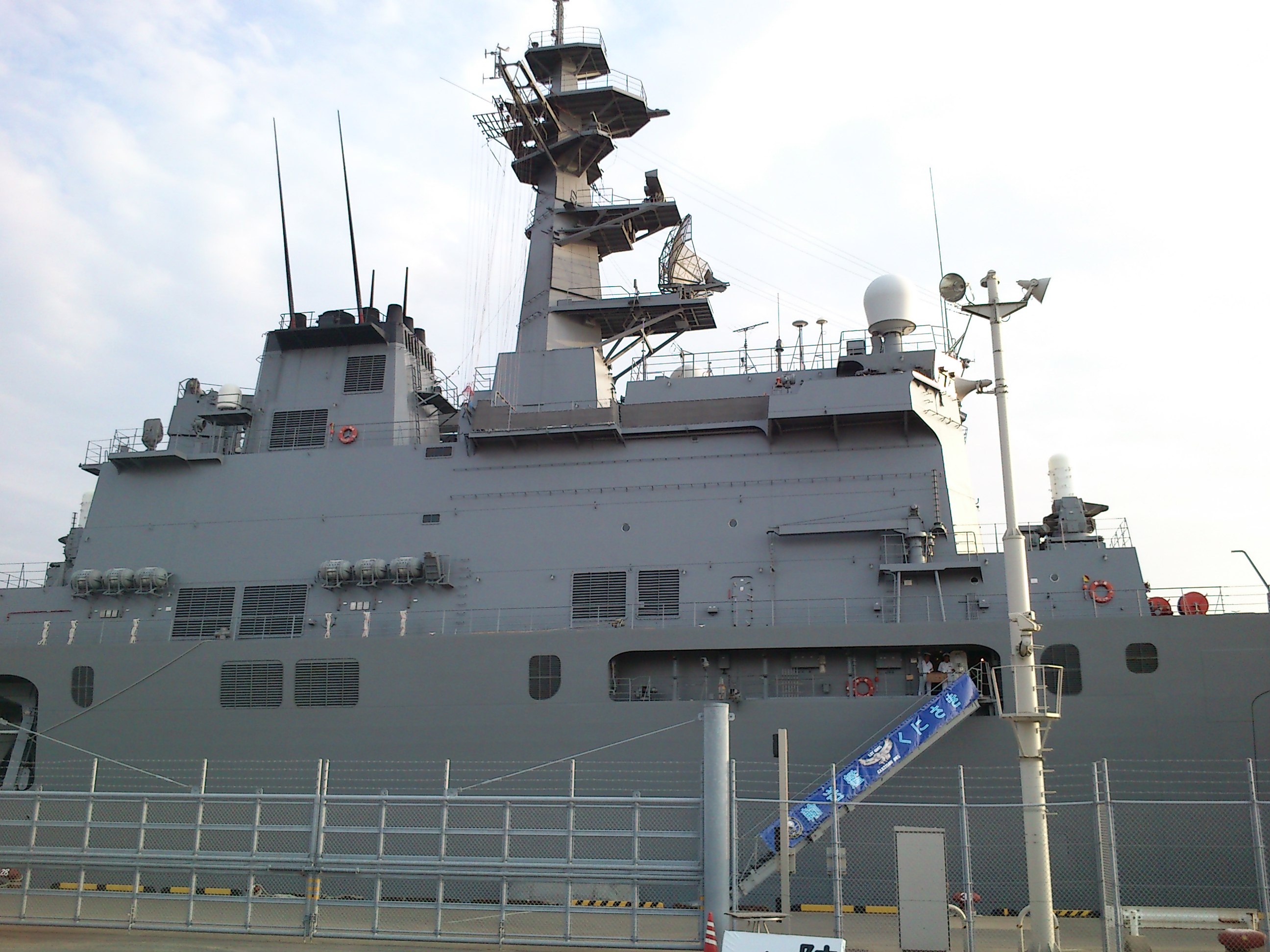
艦橋
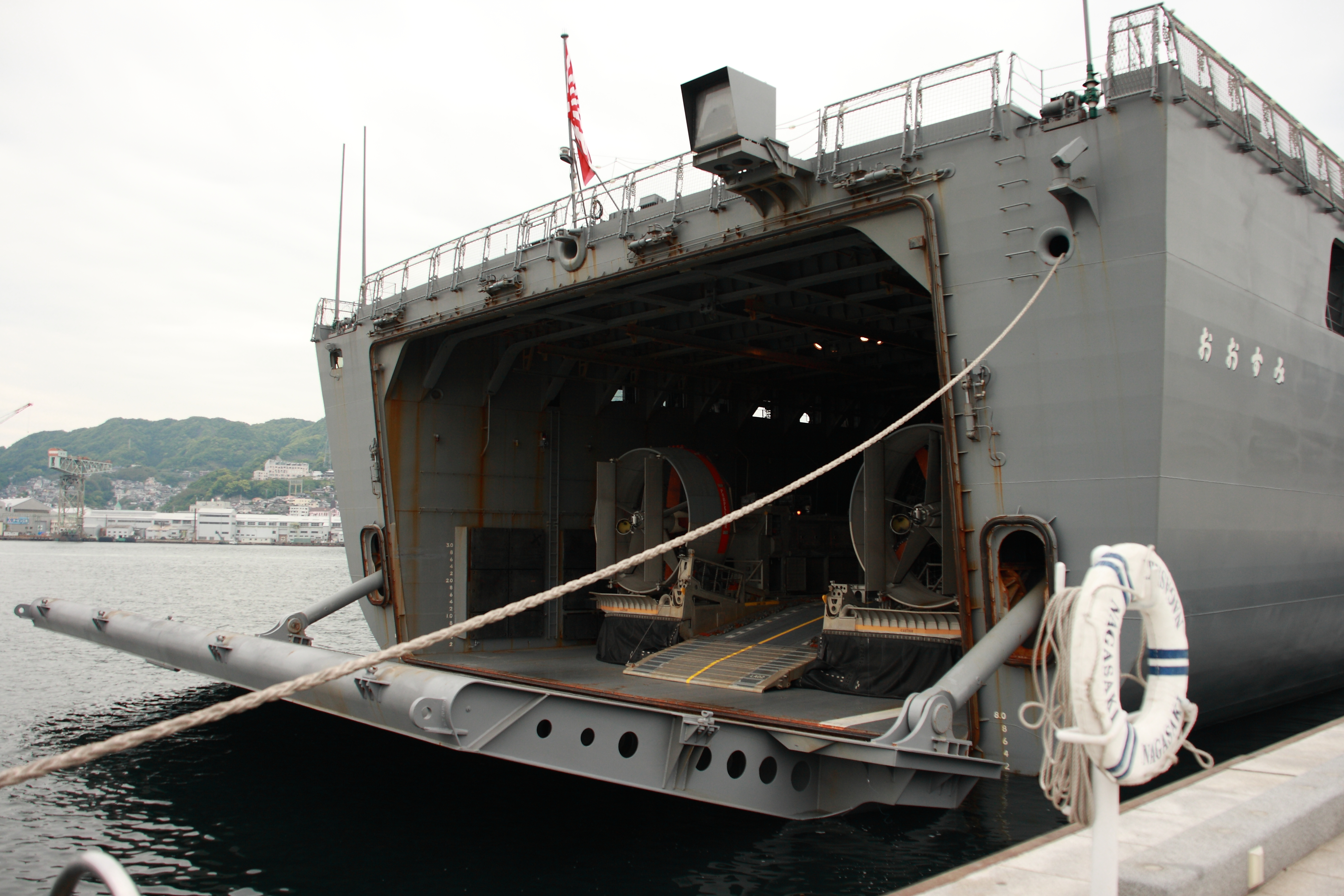
艦尾門扉 (展開状態)と艦内に収容されたLCAC
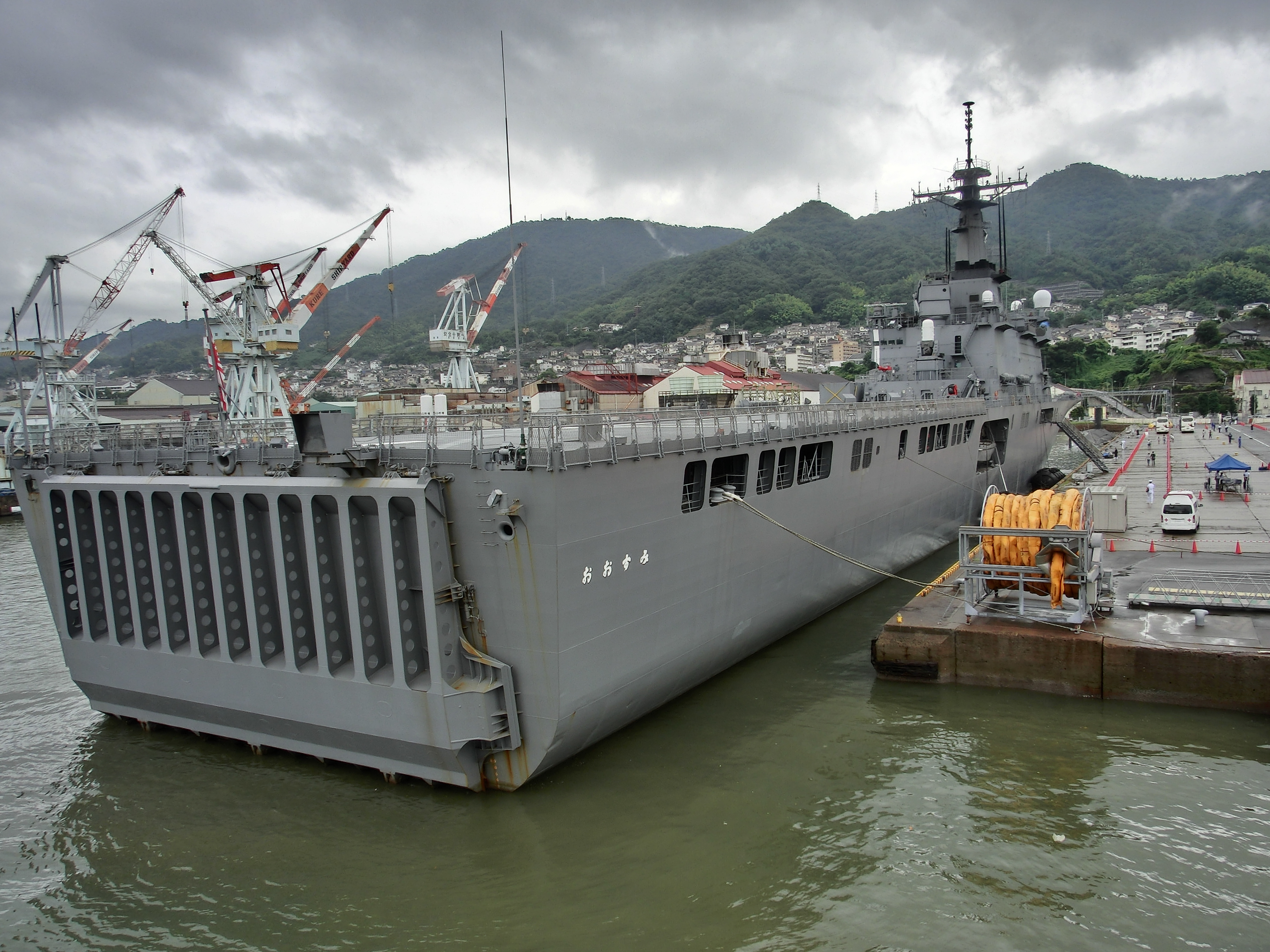
艦尾門扉 (閉鎖状態)

### 機関
主機関はとわだ型補給艦（59AOE）のものがおおむね踏襲され、三井造船の16V42M-A型V型16気筒ディーゼルエンジンを1基ずつ計2基、両舷2軸に配している。機械室は1区画構成とされている。
推進器としては、護衛艦以外として初めて可変ピッチ・プロペラ（CPP）を採用した。また出入港の支援が得られない港湾での接岸のため、バウスラスターを装備し、CPPと組み合わせてジョイスティックを操作することで接岸が容易となるよう、出入港支援装置が装備された。

## 能力

### 輸送揚陸機能
最上甲板（第1甲板：露天）前半部（搭載面積 約1,200 m2）のほか、艦体内の第4甲板にも長さ100m×幅13mの車両甲板（搭載面積 約1,000 m2）が設けられており、車両は艦体両舷の高さ7.6m×幅5mのサイドランプから車両甲板に直接出入りする。第1甲板と第4甲板の間の車両上げ下ろしには、第4甲板の車両甲板前端エレベーター（力量20トン, 長さ14m×幅6m）と艦橋構造物後方エレベーター（力量15トン）を使用する。収容能力は下表のとおり。なお戦車は第4甲板にのみ搭載可能である。また戦車を搭載した場合、第4甲板へのトラックの収容能力は減少する。
| 陸自隊員     | 陸自隊員 | 330名 |
| 大型トラック | 第1甲板  | 38台  |
| 大型トラック | 第4甲板  | 27台  |
| 90式戦車     | 90式戦車 | 18輌  |

第4甲板の車両甲板は、前部エレベータの前方部分を除く大部分で2甲板分の高さを確保しており、その上の第2甲板はギャラリー・デッキを形成している。第2・3甲板には、乗員用居住区とは別に、数区画に分けられた陸自隊員用の居住区が設けられており、1隻で完全武装した陸自隊員330名と戦車などが相当する中隊戦闘群を輸送できる。第1輸送隊に所属する3隻の全力なら隊員約2,000名、戦車1個中隊、特科1個大隊などの普通科連隊戦闘団（RCT）半個の輸送が可能となる。また、被災者など民間人を輸送する際には、車両甲板などのその他スペースも活用して、最大で1,000名を収容できる。またそれらの収容人員に対応する調理設備や食堂が設置されている。またLCACの運用後の洗浄のために巨大な真水タンクを装備していることもあり、日本近海での任務では他の護衛艦のような真水の使用制限を受けない。
| 車両を上甲板に搭載した「しもきた」。 |  | 第4甲板の車両甲板。手前に転車台、奥にウェルドックへの開口が写っており、左手の右舷側サイドドアから光が差し込んでいる |  | 陸上自衛隊員用居住区の寝台。3段式となっている。 |
| 車両を上甲板に搭載した「しもきた」。 |  | 第4甲板の車両甲板。手前に転車台、奥にウェルドックへの開口が写っており、左手の右舷側サイドドアから光が差し込んでいる |  | 陸上自衛隊員用居住区の寝台。3段式となっている。 |

### 舟艇運用機能
あつみ型やみうら型など、海上自衛隊がおおすみ型以前に使用してきた輸送艦は物資を揚陸する際に直接砂浜に乗り上げる擱座着岸（ビーチング）方式を採用していた。しかしビーチング方式では揚陸適地が限られる上に、この方式に対応して設計された船体では高速力の発揮が難しく、また風浪階級が2を超える場合は、波打ち際の砂が移動するために、ランプウェイの接地状態が不安定となりやすく、揚陸時期も左右され、機動性・揚陸適地選択の自由度に劣っていた。
おおすみ型では艦内に2機を搭載するエアクッション艇1号型（エア・クッション型揚陸艇、LCAC）を使用して揚陸を行う。ビーチングでは揚陸に利用できる海岸が世界の海岸線の15%ほどだったのに対して、ホバークラフトによる揚陸では世界の海岸線の70%程度が利用できるとされる。また、従来用いられてきた上陸用舟艇(LCM)の設計を踏襲した交通船2150号型も搭載できるが、こちらは普段は呉基地での港内支援任務に従事している。
舟艇に車両を搭載する場合は、第4甲板前部の車両甲板から直接に自走して乗り込む。資材の搬入、搬出は艦橋構造物、煙突横に設置されたクレーン（力量15トン）で行うこともできる。LCACやAAV7を運用する場合は艦尾門扉を開くだけでよいが、交通船などの在来型舟艇を運用する場合は、バラストタンクに注水して艦尾を下げることで、ドックに海水を導く必要がある。船体姿勢制御のためのバラスト水は、約1,300-3,000トン搭載できる。ただし現状では、バラスト・ポンプの能力不足のため、艦尾側水深を2.4メートル程度とするためには、注水に約1.5時間を要する。
LCACは大量の兵員や重火器等を搬入する能力が低いこと、また同規模のアメリカ海軍ドック型揚陸艦がLCACを3隻搭載しているのに対して本型の搭載数は2隻であることから、従来のLSTが揚陸艦としての機能に重点をおいていたのに対し、本型では輸送艦としての機能に重点をおいているとも指摘されている。
また、島嶼戦能力強化の必要から、まず平成26年度の「おおすみ」の定期点検において、LCACのスカート部分の改修（Conventional skirtからDeep skirtへ）に伴う浮揚高度上昇に対応するためのウェルデッキ天井部クレーン撤去と、AAV7水陸両用装甲兵員輸送車運用のためのLCAC甲板中央部分への滑り止め施工が行われた。更に、次回定期点検時には、第1エレベータの耐荷重向上（約30トン程度）や注排水能力の強化、艦尾門扉の開閉機構の強化や飛行甲板への耐熱塗料施工、LCAC甲板内バターボードの追加施工（3段から4段へ）などが計画されている。

### 航空運用機能
ヘリコプター用の格納庫やエレベーターはなく、固有の搭載機は持たない。必要に応じて陸上自衛隊の輸送ヘリコプターを搭載、運用するとされており、航行しながらヘリコプターを発着艦させる機動揚陸戦ではなく、漂泊ないし錨泊状態での海上作戦輸送方式が前提とされた。
ヘリコプター甲板には、CH-47輸送ヘリコプターの駐機スポット・発着スポット各1個が設定されている。甲板にはアメリカ海軍の航空母艦（ニミッツ級）や強襲揚陸艦（タラワ級、ワスプ級）、ひゅうが型ヘリコプター搭載護衛艦と同じ滑り止め材(MS-440G)が施されている。前甲板の車両用エレベータ（力量20トン）は、H-60系ヘリコプターの揚降に対応しており、第4甲板の車両甲板を航空機格納庫として転用することができる。この場合、ローターブレードを全て取り外す必要があるため、エレベータでの揚降状態と飛行可能状態との間の転換には相当の時間を要する。2004年に3番艦「くにさき」がスマトラ沖地震被災地への人道援助活動のため陸上自衛隊のヘリコプター5機を搭載し派遣された際は、UH-60JAはブレードを外して第4甲板の車両甲板に収容し、CH-47JAは防錆シート等で梱包されて上甲板に搭載された。また、航空機整備能力を持たないため、UH-60JAの整備はしらね型ヘリコプター搭載護衛艦「くらま」で行い、陸上自衛隊のCH-47については、派遣期間中、点検以外の整備はできなかった。
1番艦「おおすみ」には、外洋航海やヘリ離着艦時の安定性を向上させるフィンスタビライザー（横揺れ防止装置）が、政治的判断から装備されず、2番艦からの装備となった。後に、平成18年度防衛庁予算において、国際緊急援助活動に対応するための大型輸送艦の改修費としてスタビライザー取り付け改修費用が予算化され、同時に航空燃料の容量も増大される。就役当初にはなかった戦術航法システム(TACAN)も搭載された。
2013年（平成25年）6月14日に実施された日米共同演習「ドーン・ブリッツ13」において、アメリカ海兵隊のMV-22Bオスプレイが「しもきた」に着艦している。また平成26年（2014年）度以降、オスプレイの運用に対応した改修が計画されている。
| 発着艦を試みるMV-22B |  | 着艦したMV-22B。甲板への排気の影響を避けるため移動式耐熱板を排気孔の下に使用している |
| 発着艦を試みるMV-22B |  | 着艦したMV-22B。甲板への排気の影響を避けるため移動式耐熱板を排気孔の下に使用している |

### 個艦戦闘機能
防衛庁での計画段階では、上甲板前端に76mm砲1基を設置することとされていた。しかしその後、大蔵省との予算折衝の過程で、その他の前甲板装備とともに全て後日装備となり、2023年現在、実現していない。
2014年11月に、陸上自衛隊西部方面隊の主催する大規模島嶼奪還演習である「鎮西26」において、西部方面特科隊の装備する多連装ロケット砲システム（MLRS）を「しもきた」甲板上に展開、艦上射撃準備訓練を実施している。

### 医療機能
艦橋構造物内の第1甲板レベルに手術室、歯科診療室、集中治療室（2床）、病床（6床）を備えており、これは登場当時、自衛艦としてもっとも充実した医療能力であった。
また他の護衛艦同様に船体設備には海水淡水化装置も備え給水などにも転用出来る。
スマトラ沖地震直後の国際緊急援助隊派遣の後、2005年（平成17年）6月には「しもきた」の車両甲板上で陸上自衛隊の野外手術システムを展開する技術試験が行われた。2006年度には野外手術システムの電源を艦内から取るための改装が順次行われ、複数の野外手術システムを展開して、医療機能をさらに増強できるようになった。2013年（平成25年）8月には、「しもきた」に陸上自衛隊の野外手術システム（コンテナ式医療モジュール5つ）を搭載し、災害派遣医療チーム(DMAT)やドクターヘリとも連携して、病院船（医療モジュール搭載船）の実証訓練が行われた。

## 比較表
| ·            | Template‐ノート:同規模フリゲートに、このページに関する疑問があります。（2025年5月） 疑問の要約：テンプレート名と選択基準の妥当性 |                                   |                                   |                      |                                       |
|              | | DDH いずも型                      | DDH ひゅうが型                    | AOE ましゅう型       | LST おおすみ型                        |
| 船体         | 基準排水量 | 19,500 t                          | 13,950 t                          | 13,500 t             | 8,900 t                               |
| 船体         | 満載排水量 | 26,000 t                          | 19,000 t                          | 25,000 t             | 14,000 t                              |
| 船体         | 全長 | 248 m                             | 197 m                             | 221 m                | 178 m                                 |
| 船体         | 全幅 | 38 m                              | 33 m                              | 27 m                 | 25.8 m                                |
| 主機         | 機関 | ガスタービン                      | ガスタービン                      | ガスタービン         | ディーゼル                            |
| 主機         | 出力 | 112,000 ps                        | 100,000 ps                        | 40,000 ps            | 27,000 ps                             |
| 主機         | 速力 | 30 kt                             | 30 kt                             | 24 kt                | 22 kt                                 |
| 兵装         | 砲熕 | 高性能20mm機関砲×2基              | 高性能20mm機関砲×2基              | 後日装備予定         | 高性能20mm機関砲×2基                  |
| 兵装         | 砲熕 | 12.7mm重機関銃×数基               | 12.7mm重機関銃×7基                | ―                    | ―                                     |
| 兵装         | ミサイル | SeaRAM 11連装発射機×2基           | Mk.41 VLS×16セル (ESSM、VLA)      | ―                    | ―                                     |
| ヘリ運用機能 | 搭載機 | SH-60J/K×7機 MCH-101×2機 最大14機 | SH-60J/K×3機 MCH-101×1機 最大11機 | 艦内空間転用で搭載可 | 艦内空間転用で搭載可                  |
| ヘリ運用機能 | 同時発着 | 可能(同時に5機)                   | 可能(同時に3機)                   | 不可能(1機のみ)      | 不可能(1機のみ)                       |
| 輸送揚陸機能 | 舟艇 | 作業艇・内火艇のみ                | 作業艇・内火艇のみ                | 作業艇・内火艇のみ   | LCAC×2隻 水陸両用装甲車               |
| 輸送揚陸機能 | RORO機能 | サイドランプ (右舷側)             | サイドランプ (右舷側)             | なし                 | サイドランプ (両舷側)                 |
| 輸送揚陸機能 | 人員 | 便乗者500名                       | 便乗者100名                       | なし                 | 戦闘員330名 / 民間人1,000人           |
| 輸送揚陸機能 | 収容容量 | 大型トラック×50台                 | 小型トラック                      | なし                 | 90式戦車最大18両 大型トラック最大65台 |
| 補給機能     | 貨油タンク | あり                              | なし                              | あり                 | なし                                  |
| 補給機能     | 洋上給油 | 可能（艦船燃料のみ）              | 後日装備予定                      | 可能                 | 不可能                                |
| 医療機能     | 病床 | 35床                              | 8床                               | 46床                 | 8床                                   |
| 医療機能     | 集中治療室 | あり                              | あり（病床含む）                  | あり                 | あり（病床2床含む）                   |
| 同型艦数     | 同型艦数 | 2隻                               | 2隻                               | 2隻                  | 3隻                                   |

## 戦争以外の軍事作戦
おおすみ型は、その多用途能力を活かして、自衛隊海外派遣や災害派遣などの戦争以外の軍事作戦にも利用される。
「おおすみ」が1999年（平成11年）9月、トルコ北西部地震の被災者救援のため、補給艦「ときわ」、掃海母艦「ぶんご」を伴い仮設住宅、テント、毛布等をイスタンブールに輸送した時には、歴史的に大国ロシアの圧力を常に感じていた同国民は「バルチック艦隊を破った日本海軍の末裔が我々の救助に来た」と歓迎したという。また2002年（平成14年）には、東ティモールへPKO部隊を輸送した。2004年（平成16年）にはイラク復興支援法に基づき、陸上自衛隊がイラクで使用する軽装甲機動車や給水車など車両70台を護衛艦「むらさめ」による護衛の下で輸送している。
「しもきた」はテロ対策特別措置法に基づき、タイ王国陸軍工兵部隊と建設用重機をアフガニスタン近縁のインド洋沿岸へ輸送しており、「くにさき」も、2004年末に発生したスマトラ沖地震被災地への人道援助活動の為、国際緊急援助隊派遣法に基づき護衛艦「くらま」、補給艦「ときわ」とともに派遣された。援助物資のほか、CH-47JA 3機、UH-60JA 2機を輸送し、海上基地としても利用された。
2011年の東日本大震災に対する災害派遣においても、その輸送・揚陸能力を活かして出動している。艦が直接接岸しての物資陸揚げのほか、港湾施設が使用不能となった地域ではLCACによる揚陸も行われた。また車両甲板に入浴設備を設置しての入浴支援や健康調査など、多彩な支援活動が行われた。
2024年に発生した能登半島地震においては、海底の隆起によりほぼ全ての港に船舶が接岸不可能となったため、本機のLCACによるビーチング機能を活用して港湾機能や道路などの復旧作業用に土木機械を上陸させた
。

## 同型艦
3隻が建造され、全艦が呉基地の掃海隊群隷下、第1輸送隊に集中配備されている。
| 艦番号   | 艦名     | 建造                | 起工                         | 進水                         | 就役                        | 所属                 |
| -------- | -------- | ------------------- | ---------------------------- | ---------------------------- | --------------------------- | -------------------- |
| LST-4001 | おおすみ | 三井造船 玉野事業所 | 1995年 （平成7年） 12月6日   | 1996年 （平成8年） 11月18日  | 1998年 （平成10年） 3月11日 | 第1輸送隊 （呉基地） |
| LST-4002 | しもきた | 三井造船 玉野事業所 | 1999年 （平成11年） 11月30日 | 2000年 （平成12年） 11月29日 | 2002年 （平成14年） 3月12日 | 第1輸送隊 （呉基地） |
| LST-4003 | くにさき | 日立造船 舞鶴工場   | 2000年 （平成12年） 9月7日   | 2001年 （平成13年） 12月13日 | 2003年 （平成15年） 2月26日 | 第1輸送隊 （呉基地） |

## 登場作品

### 映画
『シン・ゴジラ』
「おおすみ」が登場。多国籍軍によるゴジラへの核攻撃が行われることを受け、東京から疎開する都民を輸送する。この場面は、首都直下型地震を想定して2015年に実施された防災訓練の映像を使用している。
『日本沈没』（2006年版）
「おおすみ」と「しもきた」が登場。
「おおすみ」は、沈没する日本から国外に脱出する避難民を収容する。
「しもきた」には、沈没した東京に変わって臨時の日本政府が置かれ、クライマックスにて、高森長官がウェルドックで演説を行う。

### アニメ・漫画
『ヱヴァンゲリヲン新劇場版:破』
艦名不明の同型艦が登場。第8の使徒の攻撃から避難する日本国民を輸送する。
『シン・エヴァンゲリオン劇場版』
艦名不明のクレーディト所属艦が登場。
『エウレカセブンAO』
日本軍の輸送艦として「しもきた」が登場。日本軍が極秘裏に入手したニルヴァーシュを輸送していた途中、Gモンスター（シークレット）の襲撃を受けてしまう。
『空母いぶき』
「しもきた」と「くにさき」が登場。先島諸島武力奪還作戦「はやぶさ」発動後、沖縄那覇港より水陸機動団の輸送を行う。
『続・戦国自衛隊』
「おおすみ」が登場。陸上自衛隊を乗せて朝鮮半島に向かっていたが、その途中で戦国時代へタイムスリップする。しかし、タイムスリップした際の衝撃で艦体に亀裂が入るなどの甚大な被害を受け、沈没は免れないと判断され放棄されることとなる。
『日本沈没』
一色登希彦の漫画版に、架空の特殊工作艦「よしの」として登場。作中では『D計画』の司令部が設置され、深海調査艇ケルマデック号を運用する母艦となる。後に他の自衛艦や同型艦ともども臨時日本政府が設置される。また、作中ではV-22の発着艦も行っている。
艦名は原作小説に登場した特殊工作船「よしの」をオマージュしたもの。
『Z/X IGNITION』
1話にて同型艦が多数登場。LCAC、CH-47を用いて防衛隊の10式戦車、96式装輪装甲車、歩兵を揚陸させる。

### 小説
『死都日本』
「しもきた」が登場。宮崎に派遣され、避難民救出と非常放送を行う。主人公は、ここに搭載された火山灰中でも飛行できる特殊ヘリで、東京に直行する。
『超機密自衛隊』
全艦が登場。開発兵器の試験と評価を行うEGSDF（自衛隊試験評価群）を乗せて北海道に向かっていたが、南北に分断するという異なる歴史を歩んでいる1944年の日本へタイムスリップする。
『超空自衛隊』
「おおすみ」が登場。陸上自衛隊を乗せて災害派遣でオーストラリアに向かっていたが、その途中で第二次世界大戦時へタイムスリップする。そこで日本軍と協力し、救助活動やレーダーを使った砲撃支援を行う。
『東京地獄変』
「おおすみ」が登場。東風-3号が直撃した東京へ急行し、都民の救助活動を行う。
『日本国召喚』
全艦が登場。魔王軍の侵攻を受けたトーパ王国に「おおすみ」が陸上自衛隊トーパ王国特別派遣部隊先遣小隊を輸送する。またパーパルディア皇国皇軍によるフェン王国での日本人観光客虐殺事件の発生を受け、全艦が邦人の救出と救出部隊の輸送のためフェン王国に派遣される。
『ルーントルーパーズ 自衛隊漂流戦記』
「しもきた」と「くにさき」が登場。異世界へ飛ばされた自衛隊国連平和維持軍派遣艦隊の構成艦としてフィルボルグ継承帝国の侵略を受ける異世界の住民の救出活動を行う。
搭載されている高性能20mm機関砲は現実と違い、派遣にあたって最新型のBlock1Bに換装されている。
『覇権交代』
1巻に登場。海南島に陸上自衛隊水陸機動団をLCACを用いて上陸させる。
『波動大戦』（大幅改定版：『超時空イージス戦隊』）
「おおすみ」（『超時空イージス戦隊』では全艦）が登場。 伊豆半島を震源とする大地震で第1護衛隊群と横須賀地方隊と共に災害派遣されるも、伊東市周辺と一緒に時空転移してしまう。
フィリピンへの物資輸送やナチス・ドイツへ戦艦「武蔵」の売却金の一部で陸戦兵器を持ち帰るためヨーロッパに派遣される等、第二次世界大戦当時では無類の輸送力を発揮する。